# Teoria dinàmica del camp mitjà
La teoria del camp mitjà dinàmic (DMFT) és un mètode per determinar l'estructura electrònica de materials fortament correlacionats. En aquests materials, l'aproximació d'electrons independents, que s'utilitza en la teoria funcional de la densitat i els càlculs habituals d'estructura de bandes, es trenca. La teoria del camp mitjà dinàmic, un tractament no perturbador de les interaccions locals entre electrons, fa un pont entre el límit del gas d'electrons gairebé lliure i el límit atòmic de la física de la matèria condensada.
DMFT consisteix a mapejar un problema de gelosia de molts cossos a un problema local de molts cossos, anomenat model d'impureses. Si bé el problema de la gelosia és en general intractable, el model d'impureses sol ser resolt a través de diversos esquemes. El mapeig en si mateix no constitueix una aproximació. L'única aproximació que es fa en els esquemes DMFT ordinaris és assumir que l'autoenergia de la xarxa és una quantitat (local) independent del moment. Aquesta aproximació es fa exacta en el límit de les reticules amb una coordinació infinita.
Un dels principals èxits de DMFT és descriure la transició de fase entre un metall i un aïllant Mott quan augmenta la força de les correlacions electròniques. S'ha aplicat amb èxit a materials reals, en combinació amb l'aproximació de la densitat local de la teoria funcional de la densitat.

## Relació amb la teoria del camp mitjà
El tractament DMFT dels models quàntics de gelosia és similar al tractament de la teoria del camp mitjà (MFT) de models clàssics com el model d'Ising. En el model d'Ising, el problema de la gelosia es mapeja en un problema eficaç d'un sol lloc, la magnetització del qual és reproduir la magnetització de la gelosia mitjançant un "camp mitjà" efectiu. Aquesta condició s'anomena condició d'autoconsistència. Estipula que els observables d'un sol lloc haurien de reproduir els observables "locals" de gelosia mitjançant un camp efectiu. Tot i que l'Hamiltonià d'Ising de llocs N és difícil de resoldre analíticament (fins ara, només existeixen solucions analítiques per als casos 1D i 2D), el problema d'un sol lloc es resol fàcilment.
De la mateixa manera, DMFT mapeja un problema de gelosia (per exemple, el model de Hubbard) en un problema d'un sol lloc. En DMFT, l'observable local és la funció de Green local. Així, la condició d'autoconsistència per a DMFT és que la funció de Green d'impuresa reprodueixi la funció de Green local de la gelosia mitjançant un camp mitjà efectiu que, en DMFT, és la funció d'hibridació. {\displaystyle \Delta (\tau )} del model d'impureses. DMFT deu el seu nom al fet que el camp mitjà {\displaystyle \Delta (\tau )} depèn del temps o dinàmic. Això també apunta a la diferència principal entre Ising MFT i DMFT: Ising MFT mapeja el problema de N-spin en un problema d'un sol lloc i un sol gir. DMFT mapeja el problema de la gelosia en un problema d'un sol lloc, però aquest últim segueix sent fonamentalment un problema de cossos N que captura les fluctuacions temporals degudes a les correlacions electró-electró.

## Descripció de DMFT per al model Hubbard

### El mapeig DMFT
Model Hubbard d'un sol orbital
El model de Hubbard descriu la interacció in situ entre electrons d'espín oposat mitjançant un únic paràmetre, {\displaystyle U}. L' Hamiltonià de Hubbard pot prendre la forma següent:
{\displaystyle H_{\text{Hubbard}}=t\sum _{\langle ij\rangle \sigma }c_{i\sigma }^{\dagger }c_{j\sigma }+U\sum _{i}n_{i\uparrow }n_{i\downarrow }}
on, en suprimir els índexs de gir 1/2 {\displaystyle \sigma }, {\displaystyle c_{i}^{\dagger },c_{i}} denoten els operadors de creació i aniquilació d'un electró en un orbital localitzat en el lloc {\displaystyle i}, i {\displaystyle n_{i}=c_{i}^{\dagger }c_{i}}.
S'han fet els següents supòsits:
- només un orbital contribueix a les propietats electròniques (com podria ser el cas dels àtoms de coure en els cuprats superconductors, els quals {\displaystyle d} -les bandes no són degenerades),
- els orbitals estan tan localitzats que només salta el veí més proper {\displaystyle t} es té en compte

#### El problema auxiliar: el model d'impureses d'Anderson
El model de Hubbard és, en general, intractable amb les tècniques habituals d'expansió de pertorbacions. DMFT mapeja aquest model de gelosia amb l'anomenat model d'impureses d'Anderson (AIM). Aquest model descriu la interacció d'un lloc (la impuresa) amb un "bany" de nivells electrònics (descrits pels operadors d'aniquilació i creació). {\displaystyle a_{p\sigma }} i {\displaystyle a_{p\sigma }^{\dagger }} ) mitjançant una funció d'hibridació. El model d'Anderson corresponent al nostre model d'un sol lloc és un model d'impureses d'Anderson d'un sol orbital, la formulació hamiltoniana del qual, en suprimir alguns índexs d'espín 1/2. {\displaystyle \sigma }, és:
{\displaystyle H_{\text{AIM}}=\underbrace {\sum _{p}\epsilon _{p}a_{p}^{\dagger }a_{p}} _{H_{\text{bath}}}+\underbrace {\sum _{p\sigma }\left(V_{p}^{\sigma }c_{\sigma }^{\dagger }a_{p\sigma }+h.c.\right)} _{H_{\text{mix}}}+\underbrace {Un_{\uparrow }n_{\downarrow }-\mu \left(n_{\uparrow }+n_{\downarrow }\right)} _{H_{\text{loc}}}}
on
- {\displaystyle H_{\text{bath}}} descriu els nivells electrònics no correlacionats {\displaystyle \epsilon _{p}} del bany
- {\displaystyle H_{\text{loc}}} descriu la impuresa, on dos electrons interactuen amb el cost energètic {\displaystyle U}
- {\displaystyle H_{\text{mix}}} descriu la hibridació (o acoblament) entre la impuresa i el bany mitjançant termes d'hibridació {\displaystyle V_{p}^{\sigma }}

La funció de Matsubara Green d'aquest model, definida per {\displaystyle G_{\text{imp}}(\tau )=-\langle Tc(\tau )c^{\dagger }(0)\rangle }, està totalment determinat pels paràmetres {\displaystyle U,\mu } i l'anomenada funció d'hibridació {\displaystyle \Delta _{\sigma }(i\omega _{n})=\sum _{p}{\frac {|V_{p}^{\sigma }|^{2}}{i\omega _{n}-\epsilon _{p}}}}, que és la transformada de Fourier en temps imaginari de {\displaystyle \Delta _{\sigma }(\tau )}.
Aquesta funció d'hibridació descriu la dinàmica dels electrons que entren i surten del bany. Hauria de reproduir la dinàmica de la gelosia de manera que la funció de Green d'impuresa sigui la mateixa que la funció de Green de la gelosia local. Es relaciona amb la funció de Green no interaccionant per la relació:
{\displaystyle ({\mathcal {G}}_{0})^{-1}(i\omega _{n})=i\omega _{n}+\mu -\Delta (i\omega _{n})} (1)

## Equacions d'autoconsistència
La condició d'autoconsistència requereix la funció de la impuresa Green {\displaystyle G_{\mathrm {imp} }(\tau )} per coincidir amb la funció de Green de la gelosia local {\displaystyle G_{ii}(\tau )=-\langle Tc_{i}(\tau )c_{i}^{\dagger }(0)\rangle } :
{\displaystyle G_{\mathrm {imp} }(i\omega _{n})=G_{ii}(i\omega _{n})=\sum _{k}{\frac {1}{i\omega _{n}+\mu -\epsilon (k)-\Sigma (k,i\omega _{n})}}=G_{\mathrm {loc} }(i\omega _{n})}
on {\displaystyle \Sigma (k,i\omega _{n})} denota l'autoenergia de la xarxa.